# Лукашовка (Близнюковский район)
Лукашовка (укр. Лукашівка), село, Лукашевский сельский совет, Лозовский район, Харьковская область.
Код КОАТУУ — 6320684001. Население по переписи 2001 г. составляет 558 (256/302 м/ж) человек.
Является административным центром Лукашевского сельского совета, в который, кроме того, входят сёла
- Водолажское
- Водяное (большое)
- Водяное (малое)
- Анно-Рудаево
- Дмитровка
- Катериновка
- Ладное
- Миролюбовка
- Сергеева Балка
- Степовое

## Географическое положение
Село Лукашовка находится на расстоянии в 1 км от сёл Ладное и Дмитровка. В 8 км находится пгт Близнюки.
В селе есть небольшая запруда.

## История
- 1911 — дата основания.

## Экономика
- В селе есть несколько молочно-товарных ферм, машинно-тракторные мастерские.

## Культура
- Детский сад.
- Школа.
- Клуб.
- Стадион.

## Достопримечательности
- Братская могила советских воинов. Похоронено 67 воинов.